# Aristolochia bahiensis
Aristolochia bahiensis är en piprankeväxtart som beskrevs av F. Gonzalez. Aristolochia bahiensis ingår i släktet piprankor, och familjen piprankeväxter. Inga underarter finns listade i Catalogue of Life.